# Lijst van voetbalinterlands België - Tsjecho-Slowakije (vrouwen)
Deze lijst van voetbalinterlands is een overzicht van alle officiële voetbalinterlands tussen de nationale vrouwenteams van België en Tsjecho-Slowakije. De landen hebben twee keer tegen elkaar gespeeld.

## Wedstrijden
| № | Plaats  | Datum           | Competitie           | Wedstrijd                  | Uitslag |
| - | ------- | --------------- | -------------------- | -------------------------- | ------- |
| 1 | Aalst   | 18 oktober 1987 | EK 1989 kwalificatie | België − Tsjecho-Slowakije | 1 − 1   |
| 2 | Hodonín | 2 april 1988    | EK 1989 kwalificatie | Tsjecho-Slowakije − België | 0 − 0   |

## Samenvatting
| Competitie      | Totaal gespeeld | Winst België | Gelijk | Winst Tsjecho-Slowakije | Doelsaldo België – Tsjecho-Slowakije |
| --------------- | --------------- | ------------ | ------ | ----------------------- | ------------------------------------ |
| EK-kwalificatie | 2               | 0            | 2      | 0                       | 1 − 1                                |
| Totaal          | 2               | 0            | 2      | 0                       | 1 − 1                                |